# Сшитый полиэтилен

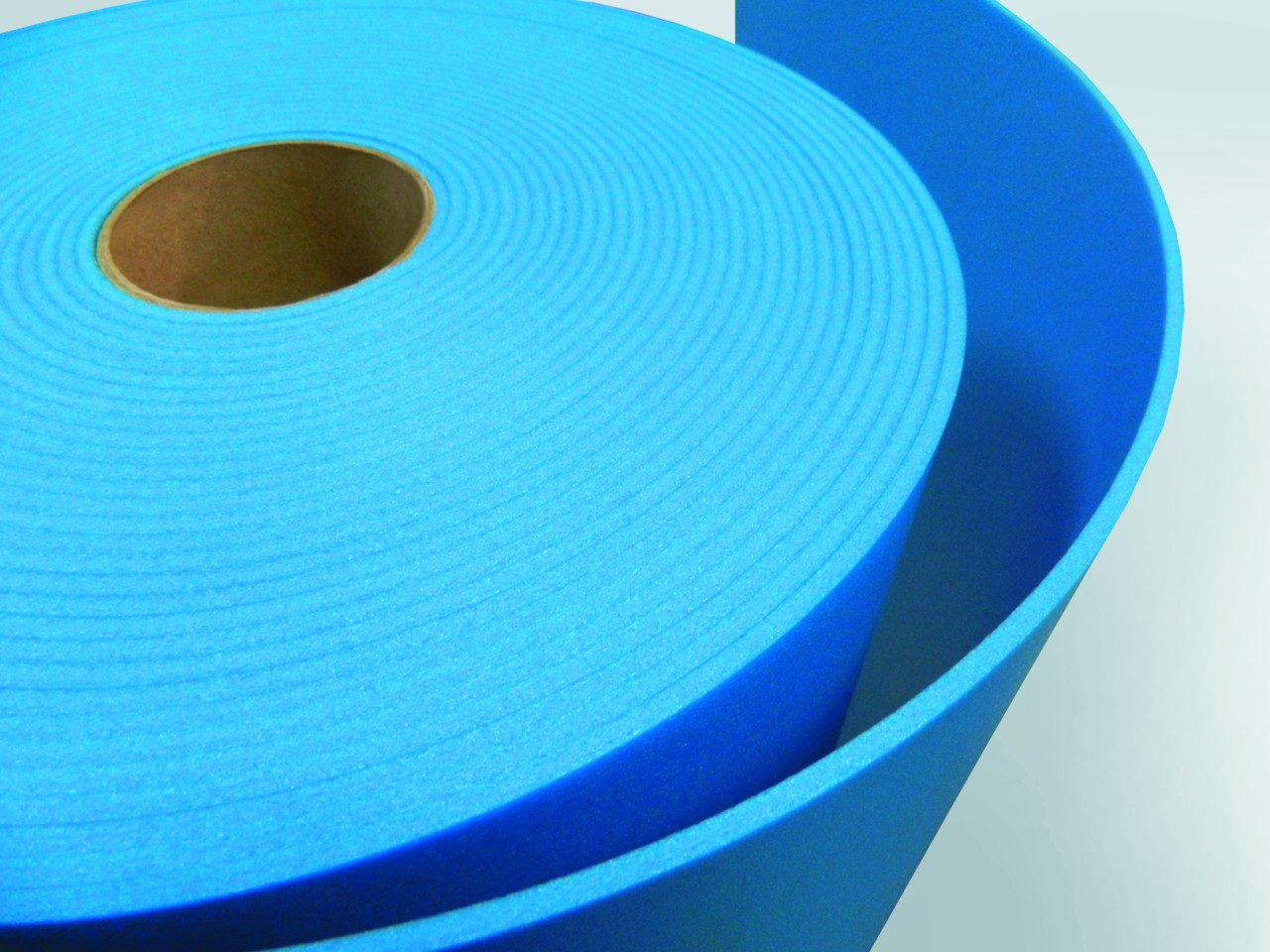
Рулон физически сшитого пенополиэтилена

Сшитый полиэтилен (PE-X или XLPE, ПЭ-С) — полимер этилена с поперечно сшитыми молекулами (PE — PolyEthylene, X — Cross-linked). 
Во вспененном виде поперечно-связанная молекулярная структура сшитого полиэтилена обладает высокой прочностью и плотностью, низкой теплопроводностью, низким влагопоглощением, высокой стойкостью к химическим воздействиям и хорошими показателями поглощения ударного шума. Сшитый пенополиэтилен отличается сложной технологией производства, экологической безопасностью. Молекулы сшиваются за счёт химических веществ введённых в полимер или за счёт облучения пучком электронов, поэтому  различают химически и физически (радиационно) сшитый полиэтилен.

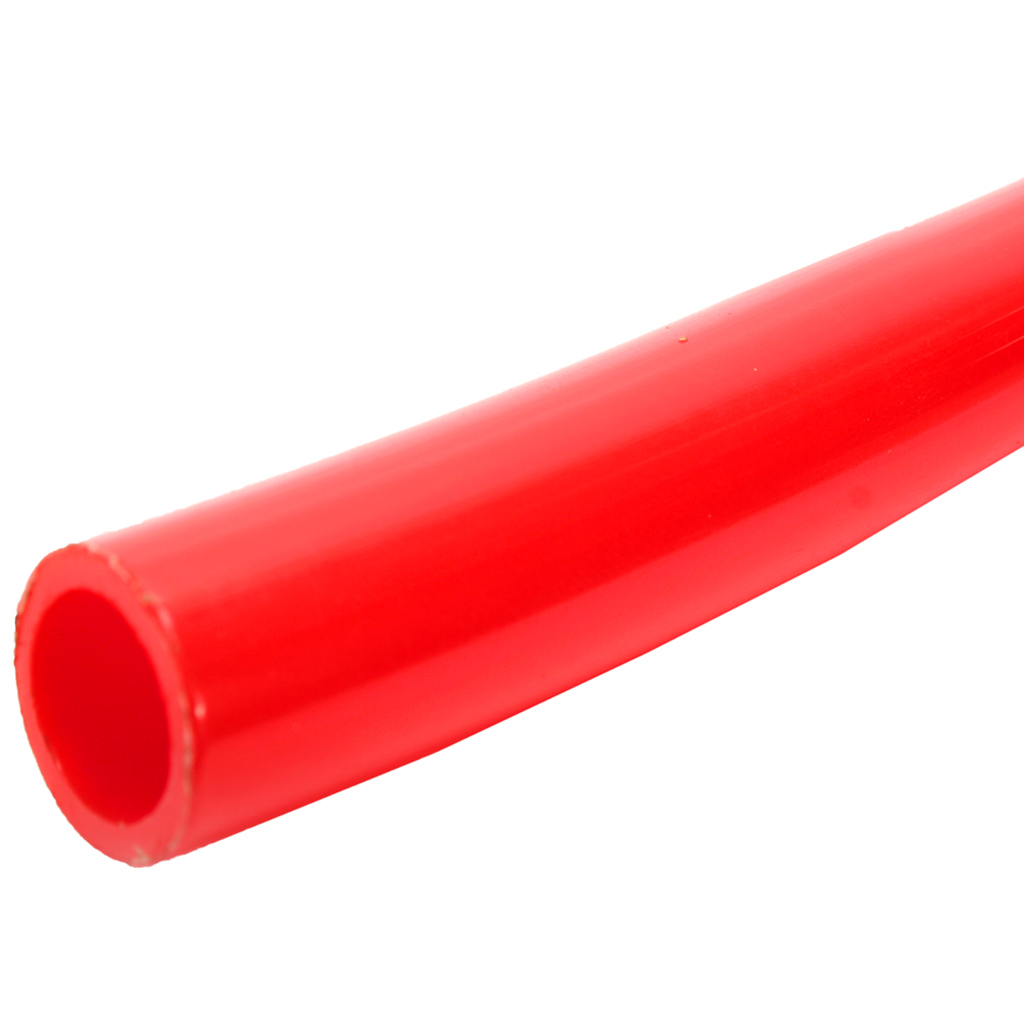
Пример исполнения трубы из сшитого полиэтилена

При сшивке в молекулярных цепочках, содержащих атомы углерода и водорода, под воздействием определённых факторов (повышенная температура, кислород, облучение электронами высокой энергии), отрываются отдельные атомы водорода. Образовавшаяся свободная связь используется для соединения отдельных цепочек между собой.

## Технология производства
Химическая сшивка

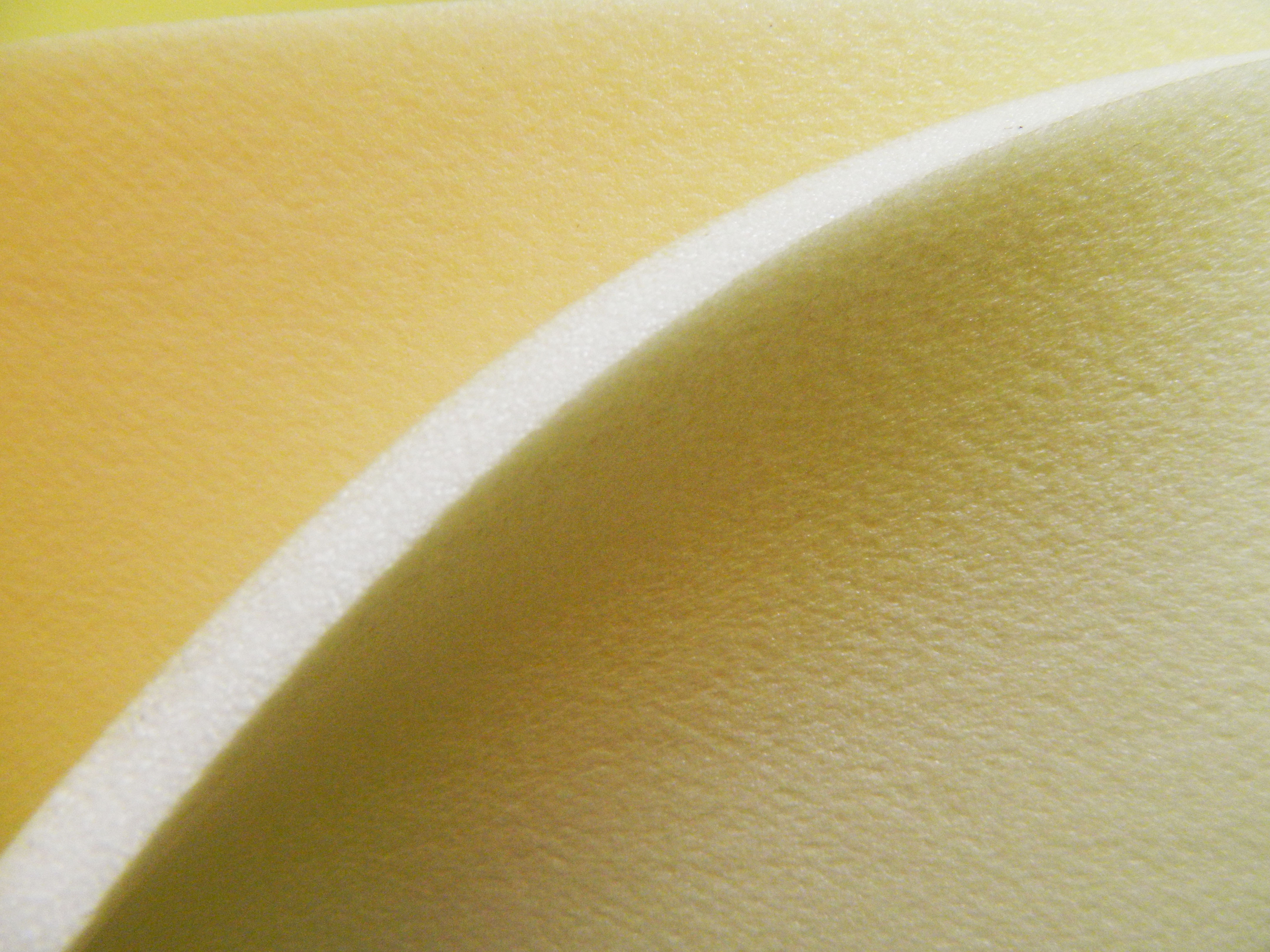
На фото изображён химически сшитый пенополиэтилен

1. Смешение и гомогенизация компонентов, основными из которых являются полиэтилен низкой плотности (LDPE). В состав также входят вспениватель, катализаторы вспенивания, стабилизаторы и другие добавки.Физически сшитый пенополиэтилен

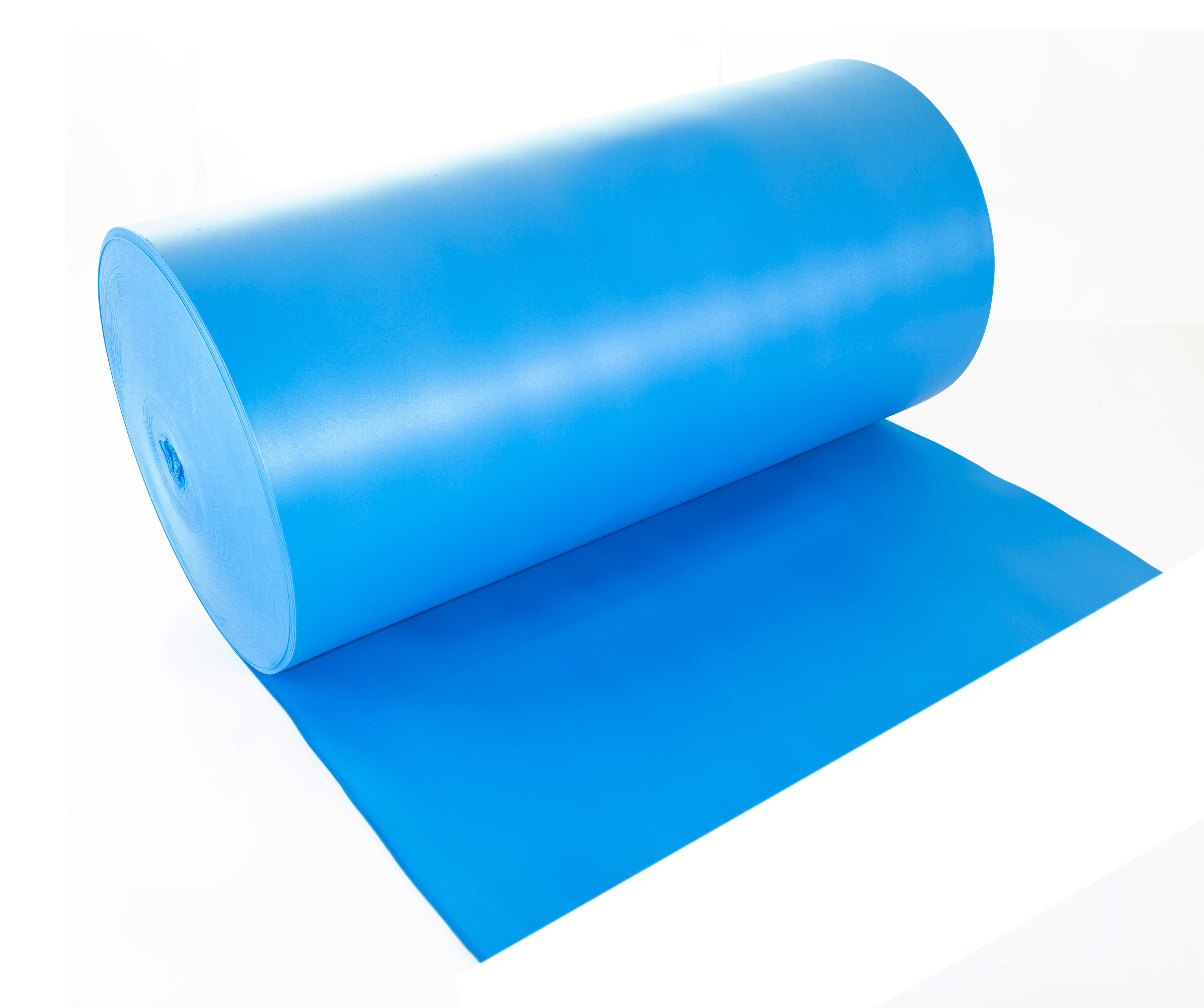
Физически сшитый пенополиэтилен

2. Нагрев матрикса, вследствие чего происходит сшивка с одновременным вспениванием материала.

Химически сшитый пенополиэтилен эластичен, имеет мелко пористую структуру (размер пор <1 мм). Пора закрытая (в отличие от поролона) поверхность со значительной шероховатостью.
Физическая сшивка
1. Смешение и гомогенизация компонентов, основными из которых являются полиэтилен низкой плотности (LDPE). В состав также входят вспениватель, катализаторы вспенивания, стабилизаторы и другие добавки;
2. Облучение экструдированного листа быстрыми электронами, которые генерируются ускорителем, содержащим эмиттер электронов и систему их разгона до требуемых уровней энергии;
3. Вспенивание облучённого экструдированного листа в специальной печи вспенивания, содержащей ряд функциональных зон и несколько типов источников нагрева — получение собственно физически сшитого пенополиэтилена.

Физически сшитый пенополиэтилен эластичен, имеет микропористую структуру. Пора закрытая. Поверхность гладкая.
Технологии производства сшитого полиэтилена PE-X для труб
1. Пероксидная (нагрев в присутствии пероксидов), при которой получают материал с обозначением PEX-A.  Трубы PEX-A обладают лучшими характеристиками устойчивости к нагрузкам среди всех разновидностей. Сшивание пероксидом позволяет скрепить до 90 % макромолекул. При разматывании бухты они быстро выпрямляются и хорошо держат форму. На изгибах (в пределах допустимых норм и соблюдении технологии) не заламываются;
2. Силановая (обработка влагой, в которую предварительно был имплантирован силан + катализатор), при которой получают материал с обозначением PEX-B. Сшивка силаном даёт около 80% скрепления молекул исходного полимера. Производственный процесс проходит в два этапа. На первом полимер насыщается силаном, на втором – насыщается дополнительной водой (гидратируется). Трубы не уступают по прочности пероксидным, но менее эластичны и хуже восстанавливают первоначальную форму;
3. Электронная (облучение пучком электронов), при которой получают материал PEX-C. Здесь применяется облучение пучком электронов высокой энергии промышленного ускорителя для сшивки полимеров, выход поперечных связей в готовом материале составляет около 60% от общего числа возможных. Выходные характеристики материала зависят от пространственной ориентации при производстве. Трубы получаются не слишком гибкими, склонными к заломам. Заломы устранить можно только с помощью соединительной муфты;
4. Азотная, при которой получают материал с обозначением PEX-D. Полезный выход здесь около 70%, что больше, чем у PEX-C. Однако эта технология самая сложная в практической реализации и производители от её использования постепенно отказываются.

## Преимущества сшивки
За счёт сшивки молекул вспененного полиэтилена улучшаются следующие параметры:
- теплостойкость (рабочий температурный интервал сшитых пенополиэтиленов, как правило, на 20-30 °C выше не сшитых);
- физико-механические показатели (разрушающее напряжение при растяжении, предел прочности при сжатии, относительная остаточная деформация при сжатии, динамическая жесткость)  при равной плотности и толщине могут быть лучше на 5-15%;
- возможность использования сшитого пенополиэтилена при кратковременных точечных нагрузках (5-20 кг/см2 (50-200 тонн/м2), использование «несшитого» пенополиэтилена в данном случае не желательно, так как ячейки могут необратимо деформироваться (лопаться));
- стойкость к ультрафиолету и атмосферостойкость;
- стабильность геометрических размеров;

| Показатель                                                                  | Сшитый полиэтилен | ПЭВД (LDPE) | Пенополиетилен   | Пенополиэтилен не сшитый |
| --------------------------------------------------------------------------- | ----------------- | ----------- | ---------------- | ------------------------ |
| Доля сшивки. %                                                              | 60-90             | <3          | не определяется1 | не определяется1         |
| Плотность, кг/м3                                                            | 940-960           | 900-930     | 25-200           | 17-40                    |
| Температура размягчения, °С                                                 | 130-140           | 100         | нет данных       | 100                      |
| Максимальная рабочая температура, °С                                        | 90-95             | -           | 95               | 85                       |
| Удлинение при разрыве, %                                                    | 350-500           | 100-800     | 100-160          | 100-200                  |
| Напряжение на разрыв, МПа В продольном направлении В поперечном направлении | 20-25             | 7-17        | >0,25 >0,2       | ~0,36 ~0,17              |
| Коэффициент теплопроводности ʎ25, Вт/мК                                     | 0,35-0,4          | 0,20-0,36   | 0,039-0,05       | 0,039-0,045              |
| Модуль упругости на изгиб, МПа                                              | 600-900           | 118-225     | -                | -                        |
| Динамический модуль упругости, МПа                                          | -                 | -           | 0,14-1,80        | 0,12-0,93                |
| Относительное сжатие, нагрузка 2000 кПа                                     | -                 | -           | 0,01-0,1         | 0,02-0,1                 |
| Остаточная деформация, % (после 25% линейной деформации)                    | -                 | -           | <7               | 3-6                      |
| Срок службы2, лет                                                           | 3-50              | -           | 50               | 50                       |

Примечания:
1. Стандартизированная методика ГОСТ Р 57748-2017, не пригодна для определения доли сшивки вспененных материалов.
2. Срок службы для труб нормирует ГОСТ Р 57748-2017. Сроки службы сильно сокращаются при высокой температуре теплоносителя, так при температуре до 70 °С срок службы труб 25 лет и более. При температуре 95 °С срок службы сокращается до 2-3 лет.  Срок службы пенополиэтиленов определен по ГОСТ ISO 188-2003. Эта методика даёт не релевантные результаты для полимерных материалов, чей срок службы отличается от срока хранения.

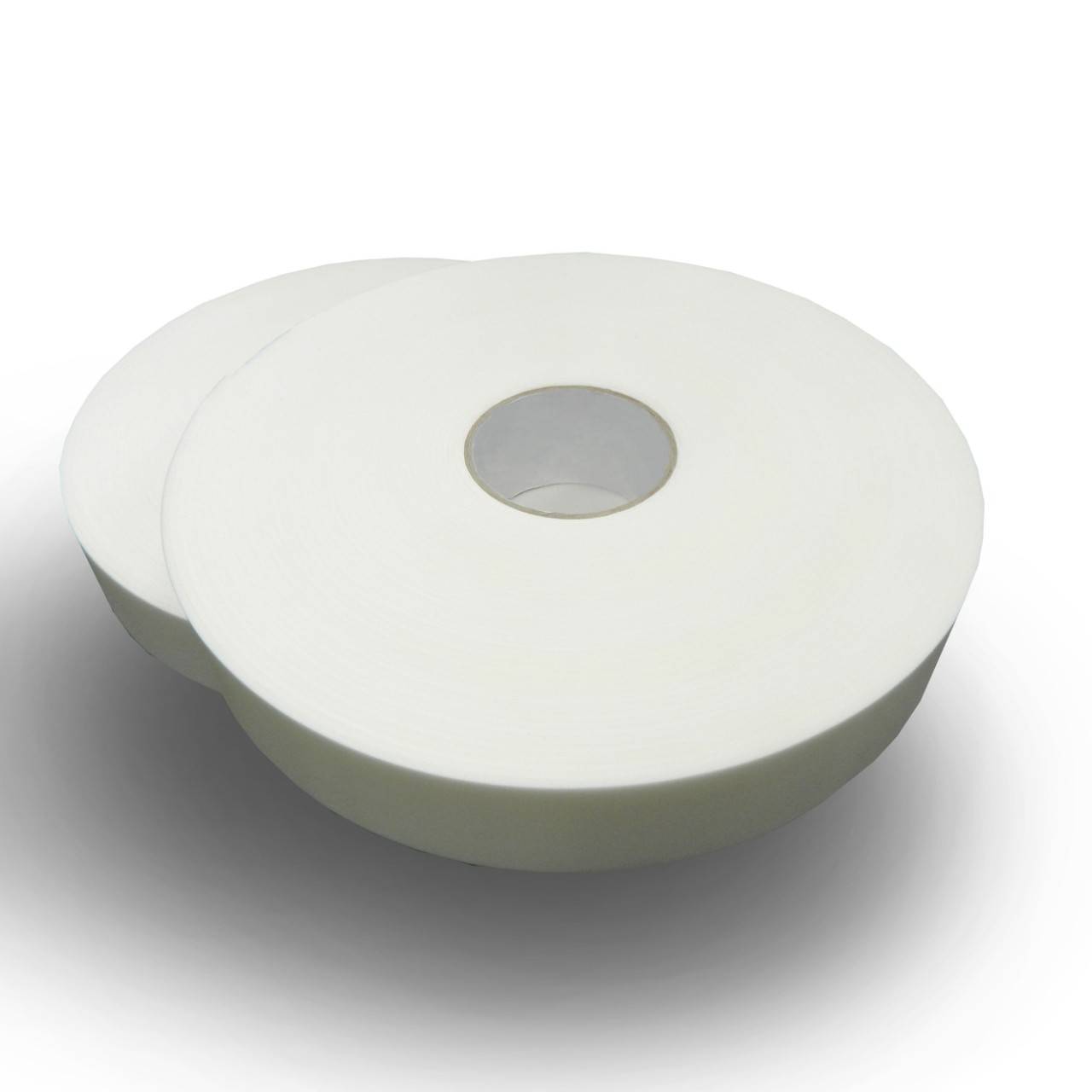
Физически сшитый пенополиэтилен с клеевым слоем, в форме ролика

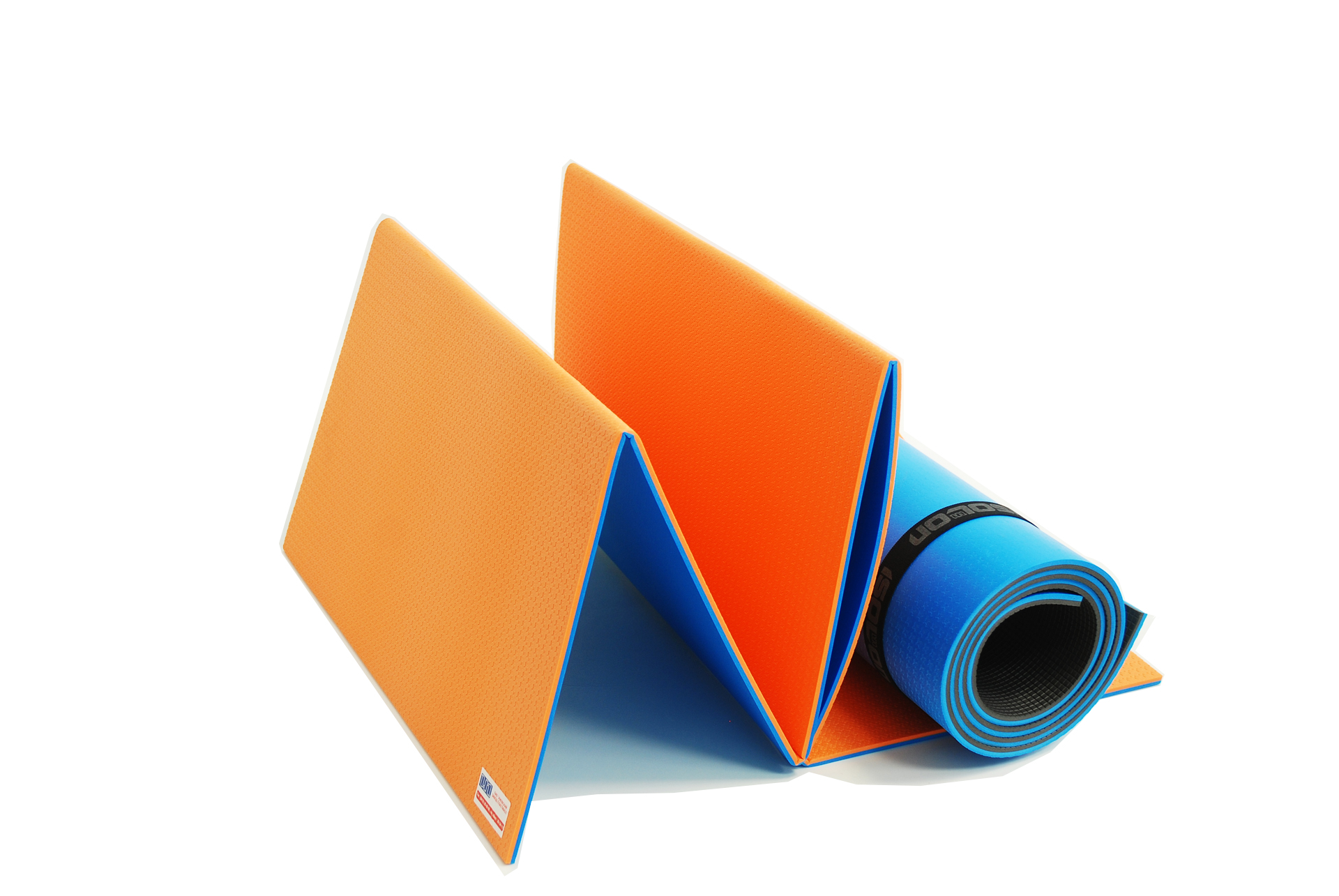
Пример изделия из физически сшитого пенополиэтилена. Туристические ковры.

## Области применения сшитого пенополиэтилена

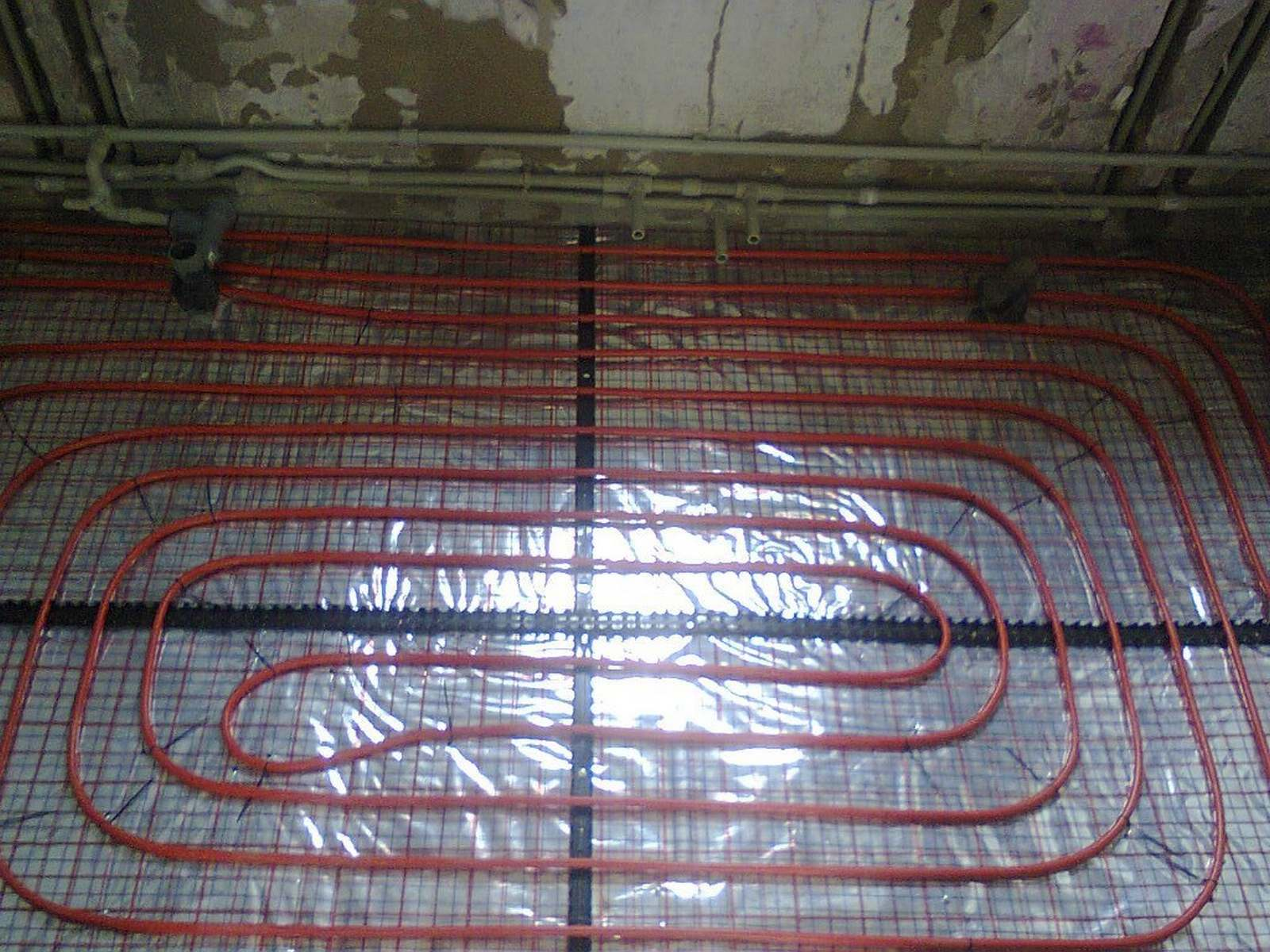
Пример изделий из сшитого полиэтилена — водяной тёплый пол

- строительно-ремонтная отрасль (теплоизоляция; снижение ударного шума в конструкциях плавающих полов и ступеней, а также в качестве подложки под паркет, доску-ламинат и различные напольные покрытия; звукоизоляция; гидроизоляция);
- кабельная промышленность (изоляция жил и внешняя оболочка кабелей и проводов);
- автомобилестроение (формирование интерьера автомобиля, панелей приборов, дверных карт; тепло- , шумоизоляция, формирование воздуховодов и другое);
- медицина (изготовление пластырей, бандажа, применение в ортопедической обуви);
- обувная промышленность (формование стелек, запятников, мягких вставок);
- спорт, отдых, туризм (применение в виде ковров, матов, плавательных досок, спасательных средств и т. д.);
- авиа и вертолетостроение (теплоизоляция);
- армия, спецподразделения (ковры хаки).

## Области применения сшитого полиэтилена
Сшитый полиэтилен обладает уникальными свойствами по прочности и стойкости к различным разрушающим явлениям, исключая высокую температуру.
- Изготовление напорных труб для холодного и горячего водоснабжения;
- Изготовление систем отопления;
- Изготовление изоляции кабелей высокого напряжения;
- Изготовление специальных строительных материалов и как элемент конструкционного назначения.